# Сербский добровольческий корпус войск СС
О воинском формировании Первой мировой войны см. Сербский добровольческий корпус (Российская империя)
Сербский добровольческий корпус (серб. Српски добровољачки корпус, нем. Serbisches Freiwilligenkorps) — соединение войск СС, набранное из добровольцев сербов в сентябре 1941 года.
Корпус состоял в первую очередь из монархистов — радикально настроенных военных и активистов югославского народного движения «ЗБОР». В течение войны отлично зарекомендовал себя в борьбе с партизанами Иосипа Броза Тито и четниками Драголюба Михайловича.

## История возникновения
В результате вторжения был создан «Военный комиссариат для Сербии» — первый орган сербской гражданской администрации. Спустя несколько месяцев было образовано сербское правительство национального спасения (Vlada Nacionalnog Spasa) во главе с бывшим военным министром Югославии генералом Миланом Недичем.
Вскоре после образования сербского правительства Недич объявил о создании государственных охранных формирований. Они стали известны как Сербская государственная стража (СГС). Командиром стражи был назначен полковник Иван Тришич. В начале февраля 1942 года численность государственной стражи превысила 17000 человек.
Помимо этих формирований 15 сентября 1941 года указом Недича была создана Сербская добровольческая команда (Srpske Dobrovoljacke Komande — SDK). Командиром части был назначен полковник Константин Мушицкий, бывший до войны адъютантом югославской королевы Марии. 

Главной целью создания СДК было поддержание порядка и борьба с четниками и партизанами. В декабре 1942 — январе 1943 года на основе Сербской добровольческой команды был создан Сербской добровольческой корпус. 9 октября 1944 г. данное сербское формирование вошло в систему СС под названием Сербский добровольческий корпус СС.

## Состав
Бессменным командиром корпуса был полковник (с ноября 1944 года — оберфюрер СС) Константин Мушицкий. Идеологическое руководство формированием легло на основателя движения «Збор» Димитрие Лётича, а церковные дела были поручены сербскому православному священнику Алексу Тодоровичу.
- К концу 1941 г. в Сербской добровольческой команде было 12 отрядов, каждый из которых включал в себя от 120 до 150 человек, были также образованы 2 ударных взвода и кавалерийский эскадрон.
- После создания на основе Сербской добровольческой команды корпуса, структура изменилась — корпус насчитывал 5 батальонов по 500 человек каждый.
- В начале 1944 года Сербский добровольческий корпус был переформирован; вместо 5 батальонов появилось 5 пехотных полков (римские номера с I по V) по 1200 бойцов каждый и артиллерийский батальон из 500 человек. Полки располагались: I в Валево, II в Крагуевац, III в Шабац, IV в Смедерево, и V в Крушевац.

Численность формирования:
- 15 сентября 1941: 300—400 человек
- 1 ноября 1941: около 2700 человек
- 15 февраля 1942: 3685 человек
- январь 1943: 4000 человек
- октябрь-ноябрь 1943: 5000—6000 человек
- 21 августа 1944: 9886 человек
- март 1945: 9000—10000 человек
- май 1945: 5000—6000 человек

## Действия корпуса
До осени 1944 года добровольческий корпус боролся в основном против четников и партизан, а также против усташского произвола, при этом корпус заключил мир с четниками, которые сотрудничали с коллаборационистами и оккупантамии. В своих действиях они вскоре достигли значительных успехов и получили признание даже среди немцев. По этой причине корпус стал единственным сербским формированием, получавшим оружие от немцев, кроме того, немцы высказали пожелание отправить сводный батальон сербских добровольцев на Восточный фронт, но сербское правительство тактично отказалось от этой перспективы.
17 сентября 1941 года близ деревни Дражани отряд принял «боевое крещение» в борьбе против партизан.
В начале 1942 года команда заставила отряды Тито отступить на юг, к Ягоринским горам.
К концу мая 1944 года активные боевые действия против 2го и 4го корпуса югославских партизан.
Начиная с осени 1944 года на территорию бывшей Югославии пришли болгарские и советские войска; корпус перешёл в войска СС и сражался не только против партизан и четников, но и против регулярных частей Красной и болгарской армий, постепенно уходя с территории Сербии.
8 октября 1944 года части корпуса начали отступление из Белграда, вызванное массированным наступлением партизанских сил, поддержанных болгарскими силами и Красной армией. После отступления из Белграда подразделения СДК вместе с немцами и четниками сотрудничавшими с оккупационными и коллаборационисткими режимами ушли в Словению. В эти дни сербы сражались со своими соотечественниками — с 10-й воеводинской ударной бригадой.
В конце октябре 1944 года Сербский добровольческий корпус СС был переведен в Истрию, где он участвовал в боевых операциях под командованием Одило Глобочника.
В апреле 1945 года, по договоренности с немцами, корпус стал частью одной из дивизий четников в Словении. В конце апреля два полка — I и V по приказу командира четников в Словении генерала Дамьяновича ушли в направлении итальянской границы, перейдя которую, капитулировали 1 мая. Остальные три полка — II, III и IV под командованием начальника штаба корпуса подполковника Радослава Таталовича участвовали в боях с НОАЮ у Любляны, после чего отступили на территорию Австрии и 5 мая 1945 близ Триеста сдались англичанам.

## Галерея
- Сербский агитплакат
- Командир корпуса, Константин Мушицкий